# Verein Oppelner Sportfreunde 1919
Der Verein Oppelner Sportfreunde 1919 (VOS) war ein deutscher Sportverein aus der oberschlesischen Stadt Oppeln. Er wurde im Jahr 1919 gegründet und war bis zum Ende des Zweiten Weltkrieges aktiv. 2011 wurde der Verein mit dem Namen Oppelner Sportfreunde 1919 Oberschlesien als Sportverein der Deutschen in Oberschlesien reaktiviert.

## Geschichte
Der Verein wurde am 28. Februar 1919 als Verein Oppelner Sportfreunde 1919 gegründet und gehörte dem Südostdeutschen Fußball-Verband an. Die Vereinsfarben sind Blau-Gelb. 1924/25 spielte der Verein in der Gauliga des südostdeutschen Fußballverbandes, Gruppe Oberschlesien, und wurde dort Dritter von fünf Mannschaften. Zu Ende des Zweiten Weltkrieges erlosch der Verein 1945.

### Reaktivierung
Die deutsche Minderheit in der Oppelner Region bedient sich seit 2011 des Traditionsnamens „Oppelner Sportfreunde“, in dem sie diesen Namen für Sportaktivitäten eigener Gruppen – in aus Vermarktungsgründen erweiterter Form als „Oppelner Sportfreunde „Oberschlesien“ 1919“ - verwendet. Die Vereinsreaktivierung erfolgte auf Initiative des DFK Kandrzin. So startet auch die Auswahl der deutschen Minderheit aus Polen bei der Europeada, der Fußball-Europameisterschaft für nationale und ethnische Minderheiten, 2012 in der sächsischen Lausitz unter diesem Namen. Das historische Wappen ist dabei in der Form erweitert, dass statt des „V“ für Verein an gleicher Stelle das Gründungsjahr 1919 steht, während ein Ring das Dreieck einschließt. In den drei so entstehenden Halbkreisfeldern steht jeweils Oppelner, Sportfr. sowie Oberschlesien.

### Miro-Fußballschulen
Nach der Europeada wurden die Rechte am Namen der Deutschen Bildungsgesellschaft übertragen, welche die Deutschen Fußballschulen „Miro“ für Minderjährige betreibt. Die Leitung dieser Sportschulen wird nun unter dem Namen Sportakademie OS 1919 geführt.